# The Bleeding
The Bleeding je čtvrté studiové album americké death metalové kapely Cannibal Corpse vydané 12. dubna 1994 pod labelem Metal Blade Records. Je to poslední album se zpěvákem a zakládajícím členem Chrisem Barnesem, zároveň je to první album s kytaristou Robem Barrettem. Podle žebříčku SoundScan je The Bleeding pátým nejprodávanějším death metalovým LP ve Spojených státech s více než 98 300 prodanými kopiemi. The Bleeding je také dosud nejúspěšnějším albem Cannibal Corpse.

## Seznam skladeb
1. "Staring Through The Eyes Of The Dead" – 3:30
2. "Fucked With A Knife" – 2:15
3. "Stripped, Raped & Strangled" – 3:27
4. "Pulverized" – 3:35
5. "Return To Flesh" – 4:21
6. "The Pick-Axe Murders" – 3:03
7. "She Was Asking For It" – 4:33
8. "The Bleeding" – 4:20
9. "Force Fed Broken Glass" – 5:02
10. "An Experiment In Homicide" – 2:36
11. "The Exorcist" (coververze Possessed) [bonusová skladba] – 4:36